# Kênh An Long
Kênh An Long (tên khác: Kênh Trung tâm, Kênh An Bình, Kênh Cái Môn) là một con sông đổ ra Sông Tiền. Sông có chiều dài 44 km và diện tích lưu vực là km². Kênh An Long chảy qua các tỉnh Đồng Tháp, Long An.